# Бицько Село
Бицько Село (хорв. Bicko Selo) — населений пункт у Хорватії, у Бродсько-Посавській жупанії у складі громади Гарчин.

## Населення
Населення за даними перепису 2011 року становило 517 осіб.
Динаміка чисельності населення поселення:

## Клімат
Середня річна температура становить 11,26 °C, середня максимальна – 26,19 °C, а середня мінімальна – -6,48 °C. Середня річна кількість опадів – 807 мм.
| Клімат поселення                              | Клімат поселення | Клімат поселення | Клімат поселення | Клімат поселення | Клімат поселення | Клімат поселення | Клімат поселення | Клімат поселення | Клімат поселення | Клімат поселення | Клімат поселення | Клімат поселення | Клімат поселення |
| Показник                                      | Січ.             | Лют.             | Бер.             | Квіт.            | Трав.            | Черв.            | Лип.             | Серп.            | Вер.             | Жовт.            | Лист.            | Груд.            |                  |
| Середній максимум, °C                         | 6,36             | 8,78             | 13,42            | 18,04            | 23,12            | 26,19            | 25,90            | 25,10            | 21,12            | 15,80            | 10,00            | 5,86             |                  |
| Середня температура, °C                       | −0,08            | 2,36             | 7,00             | 11,60            | 16,68            | 19,77            | 21,58            | 20,77            | 16,80            | 11,50            | 5,61             | 1,50             |                  |
| Середній мінімум, °C                          | −6,48            | −4,08            | 0,57             | 5,21             | 10,27            | 13,34            | 17,26            | 16,40            | 12,50            | 7,17             | 1,30             | −2,8             |                  |
| Норма опадів, мм                              | 52               | 53               | 51               | 60               | 74               | 98               | 70               | 65               | 57               | 75               | 84               | 68               |                  |
| Середньомісячна швидкість вітру, м/с          | 1.60             | 1.86             | 2.20             | 2.10             | 1.90             | 1.80             | 1.74             | 1.60             | 1.50             | 1.50             | 1.60             | 1.66             |                  |
| Середньомісячна сонячна радіація, кДж/м²·день | 4333             | 7059             | 10949            | 15395            | 19306            | 21462            | 22509            | 20606            | 15065            | 9230             | 4890             | 3637             |                  |
| --------------------------------------------- | ---------------- | ---------------- | ---------------- | ---------------- | ---------------- | ---------------- | ---------------- | ---------------- | ---------------- | ---------------- | ---------------- | ---------------- | ---------------- |
| Джерело:                                      |                  |                  |                  |                  |                  |                  |                  |                  |                  |                  |                  |                  |                  |